# Ortygornis
Ortygornis é um género de aves da ordem Galliformes e da família Phasianidae. As aves deste género são designadas comummente por francolins.

## Espécies
Este género compreende actualmente três espécies:
- Francolim-de-crista, Ortygornis sephaena
- Francolim-cinzento, Ortygornis pondicerianus
- Francolim-palustre, Ortygornis gularis